# Золоті та срібні пам'ятні монети євро Греції

Грецька Республіка на мапі Європи

Золоті та срібні пам'ятні монети євро — спеціальні монети євро, карбовані і випущені державами-членами Єврозони, в основному, в золоті і сріблі (хоча використовувалися й інші дорогоцінні метали). Греція була однією з перших дванадцяти країн Єврозони, які ввели євро (€) з 1 січня 2002 року. З 2003 року Монетний двір Греції карбував як звичайні грецькі монети євро, призначені для обігу, так і пам'ятні монети євро в золоті та сріблі.
Ці спеціальні монети мають законну платіжну спроможність лише у Греції, на відміну від звичайних грецьких монет євро, які є законним платіжним засобом у всіх країнах Єврозони. Це означає, що пам'ятні монети із золота і срібла не можна використати як гроші в інших країнах. Крім того, як вартість їхніх злитків в цілому значно перевищує їхню номінальну вартість, ці монети не призначені для використання як платіжного засобу, хоча це залишається можливим. З цієї причини, вони зазвичай називаються монети колекціонерів.
Випуск таких монет зазвичай ознаменовує річниці історичних подій або звертають увагу на поточні події особливої важливості. Греція випускає переважно по 4 пам'ятні монети євро щороку, в основному зі срібла, типово номінальною вартістю €10. Разом з тим, щоб відсвяткувати Олімпійських ігор 2004 року в Афінах, Греція карбувала кількість монет майже в три рази більшу, ніж зазвичай, в 2003 і 2004 роках, одночасно із золота і срібла.

## Підсумок
Станом на 27 жовтня 2008 року, викарбувано 36 варіацій грецьких пам'ятних монет: 15 — 2003 року, 12 — 2004 року, 1 — 2005 року, 3 — 2006 року, 4 — 2007 року і 1 — 2008 року. Ці спеціальні пам'ятні монети високої вартості монет не слід плутати з € 2 пам'ятні монети, які являють собою монети, призначені для законного платіжного обігу і мають такий статус в усіх країнах Єврозони.
У наступній таблиці показано кількість монет, викарбуваних Грецією на рік. У першому розділі, монети згруповані за використовуваним металом, в той час як у другій частині вони згруповані за їх номінальною вартістю.
| Рік                                               | Кількість             |        | Метал  | Метал | Метал |      | Номінал | Номінал | Номінал | Номінал |
| Рік                                               | Кількість             | золото | срібло | інший | €200  | €100 | €20     | €10     |         |         |
| 2003                                              | 15                    | 5      | 10     | –     | 1     | 4    | 1       | 9       |         |         |
| 2004                                              | 12                    | 4      | 8      | –     | –     | 4    | –       | 8       |         |         |
| 2005                                              | 1                     | –      | 1      | –     | –     | –    | –       | 1       |         |         |
| 2006                                              | 3                     | –      | 3      | –     | –     | –    | –       | 3       |         |         |
| 2007                                              | 4                     | –      | 4      | –     | –     | –    | –       | 4       |         |         |
| 2008                                              | 1                     | –      | 1      | –     | –     | –    | –       | 1       |         |         |
| Всього                                            | 36                    | 9      | 27     | 0     | 1     | 8    | 1       | 26      |         |         |
| \| Монети карбувалися \| Монети не карбувалися \| |                       |        |        |       |       |      |         |         |         |         |
| Монети карбувалися                                | Монети не карбувалися |        |        |       |       |      |         |         |         |         |

## 2003 рік
| | Кносський палац                               |                                     |                                        |  |
| Дизайнер: Панайотіс Гравалос і Костас Казакос | Дизайнер: Панайотіс Гравалос і Костас Казакос | Монетний двір: Монетний двір Греції | Монетний двір: Монетний двір Греції    |  |
| Номінал: €100 | Проба: Au 999 (золото)                        | Кількість: 28,000                   | Якість: пруф                           |  |
| Випуск: 3 березня 2003 | Діаметр: 25 мм                                | Вага: 10 г                          | Вартість: €440                         |  |
| Мінойська цивілізація (2600—1100 до н. е.) розвинулася на острові Крит. Палац царя Міноса у Кноссі слугував економічним та адміністративним центром держави та одночасно мав священний характер. Кносський палац, представлений на аверсі першої монети, присвяченій Олімпіаді 2004 року в Афінах, відомий добре збереженими фресками, які вкривають стіни палацу, зі сценами побутового життя мінойців, включаючи Таврокатапсію, давню форму бою биків. Реверс монети, подібно до інших монет цієї серії, зображує два концентричні кола. Зовнішнє кільце зображує 12 зірок, характерних для мотиву усіх монет євро. Внутрішнє кільце зображує номінал €100, оливкову гілку навколо логотипу Олімпіади Афіни-2004, п'ять олімпійських кілець і пальметти — символ Грецького монетного двору. |                                               |                                     |                                        |  |
| |                                               |                                     |                                        |  |
| | Метання диска                                 |                                     |                                        |  |
| Дизайнер: Панайотіс Гравалос і Костас Казакос | Дизайнер: Панайотіс Гравалос і Костас Казакос | Монетний двір: Монетний двір Греції | Монетний двір: Монетний двір Греції    |  |
| Номінал: €10 | Проба: Ag 925 (срібло)                        | Кількість: 68,000                   | Якість: пруф                           |  |
| Випуск: 3 березня 2003 | Діаметр: 40 мм                                | Вага: 34 г                          | Вартість: €44 Ринкова ціна: €40-€45    |  |
| Метання диска залишилося практично незмінним впродовж 28 століть своєї історії. Воно вважається одним з найбільш «благородних» спортивних змагань, оскільки не має прямого зв'язку з військовими навчаннями або сільськогосподарськими роботами. У давнину входило входила до складу п'ятиборства. На аверсі монети на передньому плані зображений сучасний спортсмена у позиції в півоберта, в той час як на фоні змальований древній дискобол, що застиг у захоплено жвавому вигині, тримаючи диск високо над головою, створюючи яскраве уявлення про цей вид спорту. Реверс монети, подібно до інших монет цієї серії, зображує два концентричні кола. Зовнішнє кільце зображує 12 зірок, характерних для мотиву усіх монет євро. Внутрішнє кільце зображує номінал €100, оливкову гілку навколо логотипу Олімпіади Афіни-2004, п'ять олімпійських кілець і пальметти — символ Грецького монетного двору |                                               |                                     |                                        |  |
| |                                               |                                     |                                        |  |
| | Біг                                           |                                     |                                        |  |
| Дизайнер: Панайотіс Гравалос і Костас Казакос | Дизайнер: Панайотіс Гравалос і Костас Казакос | Монетний двір: Монетний двір Греції | Монетний двір: Монетний двір Греції    |  |
| Номінал: €10 | Проба: Ag 925 (срібло)                        | Кількість: 68,000                   | Якість: пруф                           |  |
| Випуск: 3 березня 2003 | Діаметр: 40 мм                                | Вага: 34 г                          | Вартість: €44 Ринкова ціна: €40-€45    |  |
| Легка атлетика сягає своїм корінням історії Стародавньої Греції. Перші античні Олімпійські змагання, які відбулися 776 до н. е. включали спринт на 192.20 м, відомий також як відомий як забіг стадіон. Це єдина спортивна подія впродовж перших 13 олімпіад до 728 до н. е. На аверсі монети на передньому плані зображена фігура сучасного атлета на стартовій позиції, в той час як на фоні змальовано двох стародавніх бігунів з античної чорнофігурної вази, датованої 6 століттям до н. е. |                                               |                                     |                                        |  |
| |                                               |                                     |                                        |  |
| | Склеп в Олімпії                               |                                     |                                        |  |
| Дизайнер: Панайотіс Гравалос і Костас Казакос | Дизайнер: Панайотіс Гравалос і Костас Казакос | Монетний двір: Монетний двір Греції | Монетний двір: Монетний двір Греції    |  |
| Номінал: €100 | Проба: Au 999 (золото)                        | Кількість: 28,000                   | Якість: пруф                           |  |
| Випуск: 2 червня 2003 | Діаметр: 25 мм                                | Вага: 10 г                          | Вартість: €440 Ринкова ціна: €398      |  |
| Всю територія Олімпії займають храми, жертовники, гімназії, стадіони, портики, гостьові будинки, казначейств арізних грецьких міст і велика кількість статуй. Перші ігри в Олімпії, як вважають, були проведені в 776 до н. е.. Ця дата згодом лягли в основу розрахунку часу в давнину. Олімпіадою називали період часу тривалістю в чотири роки, тобто інтервал між двома Олімпійськими іграми. Спочатку ігри мали місцеве, локальне значення місцеві, однак незабаром вони стали загальнопелопоннеськими, а потім і всегрецькими. Ігри набули офіційного статусу тоді, коли грецькі поліси на їх час почали укладати перемир'я. Одна з найважливіших пам'яток Олімпії — склеп, який обрано як основний мотив для аверса монети. Це довгий і вузький склепінчастий прохід, через який спортсмени і судді входили на стадіон, що означало відкриття Ігор. |                                               |                                     |                                        |  |
| |                                               |                                     |                                        |  |
| | Метання списа                                 |                                     |                                        |  |
| Дизайнер: Панайотіс Гравалос і Костас Казакос | Дизайнер: Панайотіс Гравалос і Костас Казакос | Монетний двір: Монетний двір Греції | Монетний двір: Монетний двір Греції    |  |
| Номінал: €10 | Проба: Ag 925 (срібло)                        | Кількість: 68,000                   | Якість: пруф                           |  |
| Випуск: 2 червня 2003 | Діаметр: 40 мм                                | Вага: 34 г                          | Вартість: €44 Ринкова ціна: €33-€45    |  |
| Метання списа входило до складу п'ятиборство\|п'ятиборства у стародавніх греків, включаючи два типи змагань: метання списа на відстань і метання списа у ціль. Після відновлення сучасних Олімпійських ігор змагання з метання списа вперше впровели на Олімпіаді 1908 року в Лондоні. Від 1932 року змагання проводяться і серед чоловіків, і серед жінок. На аверсі монети на передньому плані зображений сучасний спортсмен, що розганяється для кидка. на фоні зображений давньогрецький атлет, який також готується до кидка. |                                               |                                     |                                        |  |
| |                                               |                                     |                                        |  |
| | Стрибки в довжину                             |                                     |                                        |  |
| Дизайнер: Панайотіс Гравалос і Костас Казакос | Дизайнер: Панайотіс Гравалос і Костас Казакос | Монетний двір: Монетний двір Греції | Монетний двір: Монетний двір Греції    |  |
| Номінал: €10 | Проба: Ag 925 (срібло)                        | Кількість: 68,000                   | Якість: пруф                           |  |
| Випуск: 2 червня 2003 | Діаметр: 40 мм                                | Вага: 34 г                          | Вартість: €44 Ринкова ціна: €32-€45    |  |
| Стрибки у довжину — також одне з класичних давньогрецьких спортивних змагань. В давнину стрибки в довжину здійснювались без імпульсу, при цьому атлети тримали в руках альтери — прототип сучасних гантелей, які він мав енергійно штовхнути, щоб допомогти своєму тіло здобути потрібний імпульс. Стрибки у довжину серед чоловіків вперше включили в олімпійську програму на літніх Олімпійських іграх 1896 в Афінах, у той час як серед жінок — на літніх Олімпійських іграх 1948 року в Лондоні. У своєму сучасному варіанті змагання зі стрибків передбачають 4 форми: простий стрибок, потрійний стрибок, стрибки у висоту і стрибки з жердиною. На передньому плані аверсу монети зображений сучасний спортсмен в момент, коли він вже торкається землі, на задньому плані — давньогрецький атлет, що тільки розпочинає стрибок, він змальований з чорнофігурної вази, датованої 5 століттям до н. е. |                                               |                                     |                                        |  |
| |                                               |                                     |                                        |  |
| | Стадіон «Панатінаїкос»                        |                                     |                                        |  |
| Дизайнер: Панайотіс Гравалос і Костас Казакос | Дизайнер: Панайотіс Гравалос і Костас Казакос | Монетний двір: Монетний двір Греції | Монетний двір: Монетний двір Греції    |  |
| Номінал: €100 | Проба: Au 999 (золото)                        | Кількість: 28,000                   | Якість: пруф                           |  |
| Випуск: 1 вересня 2003 | Діаметр: 25 мм                                | Вага: 10 г                          | Вартість: €440 Ринкова ціна: €398      |  |
| Стадіон «Панатінаїкос», також відомий як Каллімармарон — унікальний мармуровий стадіон, розташований на пагорбі Ардеттос в Афінах. Побудований близько 330 до н. е. для проведення Панафінейських ігор. 1896 року на цьому стадіоні проведені перші Олімпійські ігри сучасності, напередодні цієї події стадіон реконструювали за ініціативою та на власний кошт грецького підприємця Георгіоса Аверофа. Відповідав за реконструкція грецький архітектор Анастасіос Метаксас, срібний призер Олімпіади 1906 і бронзовий призер 1908 року у стрілецькому спорті. Урочисте відкриття стадіону відбулося одночасно із відкриттям Олімпіади 1896 року. Стадіон слугує основним мотивом аверсу монети. |                                               |                                     |                                        |  |
| |                                               |                                     |                                        |  |
| | Кінний спорт                                  |                                     |                                        |  |
| Дизайнер: Панайотіс Гравалос і Костас Казакос | Дизайнер: Панайотіс Гравалос і Костас Казакос | Монетний двір: Монетний двір Греції | Монетний двір: Монетний двір Греції    |  |
| Номінал: €10 | Проба: Ag 925 (срібло)                        | Кількість: 68,000                   | Якість: пруф                           |  |
| Випуск: 1 вересня 2003 | Діаметр: 40 мм                                | Вага: 34 г                          | Вартість: €44 Ринкова ціна: €40-€45    |  |
| Кінний спорт — благородний спорт із давніми традиціями, розвинувся первісно для використання коней у війнах, заснований на відносинах між людиною і конем. Два кінні змагання, перегони на колісницях і кінні перегони, вперше були включені у 25-х античних Олімпійських змаганнях, які відбулись 680 до н. е. Багато свідчень вказують на те, що стародавні греки використовували вправи схожі на сучасну виїздку, для того, щоб навчати своїх коней, рухатися точно на полях битв і саме, як і під час тренувань. Багато олімпійських монет карбувалися в давнину з нагоди перемоги в кінних змаганнях. На аверсі цієї монети зображений сучасний вершник, який долає перешкоду. На задньому плані змальований давньогрецький вершник, сцена перейнята з античної чорнофігурної вази, датованої 5 століттям до н. е. |                                               |                                     |                                        |  |
| |                                               |                                     |                                        |  |
| | Естафета                                      |                                     |                                        |  |
| Дизайнер: Панайотіс Гравалос і Костас Казакос | Дизайнер: Панайотіс Гравалос і Костас Казакос | Монетний двір: Монетний двір Греції | Монетний двір: Монетний двір Греції    |  |
| Номінал: €10 | Проба: Ag 925 (срібло)                        | Кількість: 68,000                   | Якість: пруф                           |  |
| Випуск: 1 вересня 2003 | Діаметр: 40 мм                                | Вага: 34 г                          | Вартість: €44 Ринкова ціна: €33.50-€45 |  |
| Естафета має своїм корінням, імовірно, передачу повідомлень через низку кур'єрів, які іменувалися скіталодромами — бігунами із палицею-повідомленням. Кур'єр передавав повідомлення наступному кур'єру, а той — наступному, допоки воно не досягало призначення. В олімпійській естафеті кожна країна має 4 бігуни, кожен з яких покриває рівно чверть відстані загальної дистанції, а потім передає порожнисту трубку наступному члену команди. Зміна бігунів має відбутись на відстані, що не перевищує 18 м від початку області обміну. На аверсі монети зображений сучасний спортсмен. а на його фоні — три давньогрецькі бігуни, учасники естафети, відомої як доліхос (дистанція доліхоса сягала 3800 м). |                                               |                                     |                                        |  |
| |                                               |                                     |                                        |  |
| | Олімпійське селище Заппіон                    |                                     |                                        |  |
| Дизайнер: Панайотіс Гравалос і Костас Казакос | Дизайнер: Панайотіс Гравалос і Костас Казакос | Монетний двір: Монетний двір Греції | Монетний двір: Монетний двір Греції    |  |
| Номінал: €100 | Проба: Au 999 (золото)                        | Кількість: 28,000                   | Якість: пруф                           |  |
| Випуск: 3 листопада 2003 | Діаметр: 25 мм                                | Вага: 10 г                          | Вартість: €440 Ринкова ціна: €398      |  |
| Заппіон слугує основним мотивом аверсу четвертої золотої монети серії, пов'язаної із першими сучасними Олімпійськими іграми в Афінах 1896 року. У той час відсутність розвиненої інфраструктури, на зразок сучасних мегаполісів, вимагала використання особливої садиби, яка традиційно і нині називається «Олімпійське селище». Заппіон побудований за проектом архітектора барона Феофіла ван Гансена в період між 1874 і 1888 роками в Афінах. Фінансував будівництво грецький благодійник Евангелос Заппас (1800—1865), який бажав звести стаціонарний павільйон для проведення виставок грецького мистецтва, сільськогосподарських та промислових ярмарків. Для того, щоб створити сад навколо будівлі, Харілаос Трикупіс вирішив перенести протестантське кладовище, яке там розташовувалось. Першою назвою будівлі була Олімпія, свою сучасну назву конгрес-хол тотримав після смерті братів Евангелоса і Константіноса Заппас, чиї бюсти, створені відомим грецькими скульпторами І. Коссосом і Г. Врутосом відповідно, встановлені біля входу в будівлю. |                                               |                                     |                                        |  |
| |                                               |                                     |                                        |  |
| | Художня гімнастика                            |                                     |                                        |  |
| Дизайнер: Панайотіс Гравалос і Костас Казакос | Дизайнер: Панайотіс Гравалос і Костас Казакос | Монетний двір: Монетний двір Греції | Монетний двір: Монетний двір Греції    |  |
| Номінал: €10 | Проба: Ag 925 (срібло)                        | Кількість: 68,000                   | Якість: пруф                           |  |
| Випуск: 3 листопада 2003 | Діаметр: 40 мм                                | Вага: 34 г                          | Вартість: €44 Ринкова ціна: €39-€45    |  |
| Художня гімнастика — один з найстаріших видів спорту у світі. У Стародавній Греції були розроблені три різні програми гімнастичних вправ: одна — для підтримки гарної фізичної форми, інша — для проходження військової підготовки, а третя — для підтримки тонусу атлетів. Сучасна художня гімнастика розроблена наприкінці 1950-х років. У цьому виді спорту «тільки для жінок» дисципліни характеризуються використанням додаткових аксесуарів, таких як м'яч, обруч і стрічки, булави. Вправи виконуються під акомпанемент музики. На аверсі представлена молода жінка, що тримає стрічки, виконуючи витончені рухи, в той час як на тлі дві спортсменки з давнини виконують серію акробатичних взаємодій. Сцена взята із теракотової композиції, знайденої в Нижній Італії. |                                               |                                     |                                        |  |
| |                                               |                                     |                                        |  |
| | Плавання                                      |                                     |                                        |  |
| Дизайнер: Панайотіс Гравалос і Костас Казакос | Дизайнер: Панайотіс Гравалос і Костас Казакос | Монетний двір: Монетний двір Греції | Монетний двір: Монетний двір Греції    |  |
| Номінал: €10 | Проба: Ag 925 (срібло)                        | Кількість: 68,000                   | Якість: пруф                           |  |
| Випуск: 3 листопада 2003 | Діаметр: 40 мм                                | Вага: 34 г                          | Вартість: €44 Ринкова ціна: €40-€45    |  |
| Уміння вправного плавання високо цінувалося у Стародавній Греції, про це свідчать сцени, зображені на давньогрецьких вазах і настінних фресках, починаючи з 17-го століття до нашої ери. Плавання мало виключно важливе значення у підготовці грецьких воїнів. У наш час спортивного плавання популяризувало Королівство Велика Британія з кінця 18 століття. Вперше в олімпійську програму плавання включене на перших сучасних Олімпійських ігор, що відбулися в Афінах, Греція, в 1896 році. На аверсі монети зображена жінка-плавець, яка готується пірнати з трампліна. На тлі змальвана інша жінка, що також має ось-ось пірнути у воду, вона перейнята з архаїчної бронзової статуетки. |                                               |                                     |                                        |  |
| |                                               |                                     |                                        |  |
| | Головування Греції в ЄС                       |                                     |                                        |  |
| Дизайнер: — | Дизайнер: —                                   | Монетний двір: Монетний двір Греції | Монетний двір: Монетний двір Греції    |  |
| Номінал: €10 | Проба: Ag 925 (срібло)                        | Кількість: 68,000                   | Якість: пруф                           |  |
| Випуск: 2003 | Діаметр: 28.25 мм                             | Вага: 9.75 г                        | Ринкова ціна: €32-€35                  |  |
| Монета випущена на честь підписання Договору, підписаного в Афінах 16 квітня 2003 року, про приєднання до ЄС таких країн: Кіпр, Чехія, Естонія, Угорщина, Латвія, Литва, Мальта, Польща, Словаччина і Словенія. Договір набрав чинності 1 травня 2004 року, однак перелік прийнятих країн змінив Ніццький договір. Того самого року до Греції перейшло Президентство Союзу. Вгорі на аверсі монети зображений логотип грецького президентства в Раді Європейського Союзу разом, внизу монети — слова ΕΛΛΗΝΙΚΗ ΠΡΟΕΔΡΙΑ ΤΗΣ ΕΥΡΩΠΑΙΚΗΣ ΕΝΩΣΗΣ (укр. Грецьке президентство в Європейському Союзі). На реверсі монети зображено Національний герб Греції зі словами ΕΛΛΗΝΙΚΗ ΔΗΜΟΚΡΑΤΙΑ (укр. Грецька Республіка). |                                               |                                     |                                        |  |
| |                                               |                                     |                                        |  |
| | 75-річниця Банку Греції                       |                                     |                                        |  |
| Дизайнер: — | Дизайнер: —                                   | Монетний двір: Монетний двір Греції | Монетний двір: Монетний двір Греції    |  |
| Номінал: €€20 | Проба: Ag 925 (срібло)                        | Кількість: 14,000                   | Якість: пруф                           |  |
| Випуск: 3 листопада 2003 | Діаметр: 37 мм                                | Вага: 31 г                          | Ринкова ціна: —                        |  |
| | 75-річниця Банку Греції                       |                                     |                                        |  |
| Дизайнер: — | Дизайнер: —                                   | Монетний двір: Монетний двір Греції | Монетний двір: Монетний двір Греції    |  |
| Номінал: €200 | Проба: Au 999 (золото)                        | Кількість: 1000                     | Якість: пруф                           |  |
| Випуск: 3 листопада 2003 | Діаметр: 37 мм                                | Вага: 31 г                          | Ринкова ціна: —                        |  |
| Банк Греції заснований 1927 року, через кілька років після завершення Першої світової війни, греко-турецької війни (1919—1922), в додатку до Женевського протоколу від 15 вересня 1927 року. Він почав свою діяльність 14 травня 1928 року, очолюваний першим президентом Александрососм Діомідісом. Його 25- 50-річчя (відповідно за президентства Георгіоса Мантзавіноса і Ксенофона Золотаса) також відзначалося з помпою. Офіційне святкування 75-річчя Банку Греції відбулося у понеділок 3 листопада в Афінському концерт-холлі «Мегарон», в присутності президента Греції Константіноса Стефанопулоса. Серед заходів зі святкування були випущені ці монети, які були вручені тільки працівникам банка та високопосадовцям. на аверсі монети зображено логотип банку із прапором, навколо якого розміщено напис TΡΑΠΕΖΑ ΤΗΣ ΕΛΛΑΔΟΣ (укр. Банк Греції), а також роки (1928—2003). На реверсі монети міститься її номінал, слова ΕΛΛΗΝΙΚΗ ΔΗΜΟΚΡΑΤΙΑ (укр. Грецька Республіка).                                                                             |                                               |                                     |                                        |  |

## 2004 рік
| | Афінський акрополь                                  |                                     |                                     |  |
| Дизайнер: Панайотіс Гравалос і Костас Казакос | Дизайнер: Панайотіс Гравалос і Костас Казакос       | Монетний двір: Монетний двір Греції | Монетний двір: Монетний двір Греції |  |
| Номінал: €100 | Проба: Au 999 (золото)                              | Кількість: 28,000                   | Якість: пруф                        |  |
| Випуск: 1 квітня 2004 | Діаметр: 25 мм                                      | Вага: 10 г                          | Вартість: €440 Ринкова ціна: €398   |  |
| Афінський акрополь обраний основним мотивом аверсу цієї монети. Він являє собою комплекс давньогрецьких пам'яток, серед яких Парфенон, Ерехтейон, Пропілеї, Храм Ніки Аптерос. Акрополь представляє всі періоди історії міста Афіни, яке лежить біля його підніжжя, тому що всі історичні події в Афінах розгорталися саме довкола нього. Побудований між 447 до н. е. і 432 до н. е., Акрополь має безпосереднє відношення до спортивних подій, оскільки в ході Панафіней відбувалася передача факела, починаючи від вівтаря Прометея в Академії і закінчуючи перед вівтарем Афіни на вершині скелі пагорба Акрополіса. Реверс монети, подібно до інших монет цієї серії, зображує два концентричні кола. Зовнішнє кільце зображує 12 зірок, характерних для мотиву усіх монет євро. Внутрішнє кільце зображує номінал €100, оливкову гілку навколо логотипу Олімпіади Афіни-2004, п'ять олімпійських кілець і пальметти — символ Грецького монетного двору. |                                                     |                                     |                                     |  |
| |                                                     |                                     |                                     |  |
| | Важка атлетика                                      |                                     |                                     |  |
| Дизайнер: Панайотіс Гравалос і Костас Казакос | Дизайнер: Панайотіс Гравалос і Костас Казакос       | Монетний двір: Монетний двір Греції | Монетний двір: Монетний двір Греції |  |
| Номінал: €10 | Проба: Ag 925 (срібло)                              | Кількість: 68,000                   | Якість: пруф                        |  |
| Випуск: 1 квітня 2004 | Діаметр: 40 мм                                      | Вага: 34 г                          | Вартість: €44 Ринкова ціна: €39-€45 |  |
| Важка атлетика — спорт, заснований на піднітті серії поступово все більшої ваги металу. Він має популярність на міжнародному рівні, зокрема, в таких країнах: Болгарія, Куба, Фінляндія, Німеччина, Греція, Польща, Пострадянські держави, Румунія, Туреччина і США. На аверсі монети важкоатлет виконує ривок: він стоїть і затримує вагу над головою. Водночас на тлі давньогрецький атлет намагається підняти два природні камені, сцена перейнята з чорнофігурної вази, датованої 6-5 століттями до н. е. |                                                     |                                     |                                     |  |
| |                                                     |                                     |                                     |  |
| | Боротьба                                            |                                     |                                     |  |
| Дизайнер: Панайотіс Гравалос і Костас Казакос | Дизайнер: Панайотіс Гравалос і Костас Казакос       | Монетний двір: Монетний двір Греції | Монетний двір: Монетний двір Греції |  |
| Номінал: €10 | Проба: Ag 925 (срібло)                              | Кількість: 68,000                   | Якість: пруф                        |  |
| Випуск: 1 квітня 2004 | Діаметр: 40 мм                                      | Вага: 34 г                          | Вартість: €44 Ринкова ціна: €39-€45 |  |
| Боротьба була популярною впродовж всієї історії. Ранні єгипетські і вавилонські рельєфи зображують борців, які використовують прийому захвату, відомі сучасному спорту. У Стародавній Греції, так звана, грецька боротьба посідала чільне місце в міфології та літературі; боротьба входила до основної програми античних Олімпійських ігор. На аверсі монети сучасний спортсмен обхопив за талію свого супротивника і готується кинути його на землю, в той час як на тлі два стародавні спортсмени зображені в позиції, відомій як акрохірісмос (утримання пальців) і штовхають головою одне одного. |                                                     |                                     |                                     |  |
| |                                                     |                                     |                                     |  |
| | Афінська академія                                   |                                     |                                     |  |
| Дизайнер: Панайотіс Гравалос і Костас Казакос | Дизайнер: Панайотіс Гравалос і Костас Казакос       | Монетний двір: Монетний двір Греції | Монетний двір: Монетний двір Греції |  |
| Номінал: €100 | Проба: Au 999 (золото)                              | Кількість: 28,000                   | Якість: пруф                        |  |
| Випуск: 31 травня 2004 | Діаметр: 25 мм                                      | Вага: 10 г                          | Вартість: €440 Ринкова ціна: €398   |  |
| Сучасна Афінська академія — перш за все, інтелектуальний інститут сучасної Греції із заохочення мистецтв і наук. Перші дискусії про її створення лунали на засідання Грецької національної асамблеї в Епідаврі 1826 року. Будівля Академії розроблена данським архітектором бароном Феофілом ван Гансеном. Її будівництво почалося 1859 року на сайті колишнього монастиря Петракі і муніципалітету Афіни. Кошти надав грецький філантроп Сімон Сінас, тому будівля відома також як Академія Сінаса. Діяти Академія почала 1926 року, вона складається з трьох департаментів — точних наук, витончених мистецтв та моральних і політичних наук. Афінська академія стала основним мотивом шостої золотої монети олімпійської серії. Такий вибір обумовлений прагненням підкреслити, що в місті Афіни Олімпійські ігри повинні бути не тільки найважливішою спортивною подією, але також привертати рівновелику увагу до інтелектуальної та культурної діяльності. Всі ці три складові в рівній мірі визначають характер міста, яке було батьківщиною античних і відродження сучасних Олімпійських ігор 1896 року. |                                                     |                                     |                                     |  |
| |                                                     |                                     |                                     |  |
| | Футбол                                              |                                     |                                     |  |
| Дизайнер: Панайотіс Гравалос і Костас Казакос | Дизайнер: Панайотіс Гравалос і Костас Казакос       | Монетний двір: Монетний двір Греції | Монетний двір: Монетний двір Греції |  |
| Номінал: €10 | Проба: Ag 925 (срібло)                              | Кількість: 68,000                   | Якість: пруф                        |  |
| Випуск: 31 травня 2004 | Діаметр: 40 мм                                      | Вага: 34 г                          | Вартість: €44 Ринкова ціна: €45     |  |
| Футбол надзвичайно популярний в багатьох частинах світу. Близько 2500 років тому китайці грали у гру зі шкіряним м'ячем цуцзю. Уродженці Полінезії грали м'ячем, виготовленим з бамбукових волокон, в той час як ескімоси використовували шкіряний м'яч, заповнений мохом. У більшості випадків, м'яч був символом сонця, а перемога у грі, завоювання Сонця, повинна була забезпечити родючість і добрий урожай. На аверсі монети зображений сучасний футболіст, готовий вдарити м'яч. Водночас на тлі давньогрецький атлет набиває м'яч коліном, тримаючи руки за спиною. Це зображення запозичене із мармурового рельєфу, датованого 4 століттям до н. е. |                                                     |                                     |                                     |  |
| |                                                     |                                     |                                     |  |
| | Гандбол                                             |                                     |                                     |  |
| Дизайнер: Панайотіс Гравалос і Костас Казакос | Дизайнер: Панайотіс Гравалос і Костас Казакос       | Монетний двір: Монетний двір Греції | Монетний двір: Монетний двір Греції |  |
| Номінал: €10 | Проба: Ag 925 (срібло)                              | Кількість: 68,000                   | Якість: пруф                        |  |
| Випуск: 31 травня 2004 | Діаметр: 40 мм                                      | Вага: 34 г                          | Вартість: €44 Ринкова ціна: €34-€45 |  |
| Гандбол — одна з найстаріших у світі спортивних ігор, багато народів і цивілізацій приписують солі її винахід. Навіть Гомер описує гру в «Одіссеї». Вперше гандбол представлений на літніх Олімпійських іграх 1936 року в Берліні. На аверсі монети сучасний спортсмен направляє м'яч рукою до своєї цілі, у той час на тлі древній атлет ось-ось кине м'яч у грі, відомій як хіросфера, сцена запозичена з чорнафігурної вази архаїчного періоду. |                                                     |                                     |                                     |  |
| |                                                     |                                     |                                     |  |
| | Естафета Олімпійського вогню — Церемонія запалення  |                                     |                                     |  |
| Дизайнер: Панайотіс Гравалос і Костас Казакос | Дизайнер: Панайотіс Гравалос і Костас Казакос       | Монетний двір: Монетний двір Греції | Монетний двір: Монетний двір Греції |  |
| Номінал: €100 | Проба: Au 999 (золото)                              | Кількість: 28,000                   | Якість: пруф                        |  |
| Випуск: 2004 | Діаметр: 25 мм                                      | Вага: 10 г                          | Вартість: €440 Ринкова ціна: €999   |  |
| Традиція передачі Олімпійського вогню, яка розпочинається церемонією його запалення, заснована 1936 року, напередодні літніх Олімпійських ігор в Берліні. Щоб символізувати зв'язок між античними і сучасними Олімпійськими іграми вогонь запалюється в Олімпії, Греція, а потім передається естафеті спортсменів, які доставляють вогонь до міста проведення Ігор у цьому році. Запалення Олімпійського вогню стало найбільш священним моментом кожних Олімпійських ігор і зображене на першій золотій монети з серії естафети. На аверсі монети зображена жриця, яка передає запалений факел колінопреклонному бігуну. |                                                     |                                     |                                     |  |
| |                                                     |                                     |                                     |  |
| | Естафета Олімпійського вогню — Америка              |                                     |                                     |  |
| Дизайнер: Панайотіс Гравалос і Костас Казакос | Дизайнер: Панайотіс Гравалос і Костас Казакос       | Монетний двір: Монетний двір Греції | Монетний двір: Монетний двір Греції |  |
| Номінал: €10 | Проба: Ag 925 (срібло)                              | Кількість: 68,000                   | Якість: пруф                        |  |
| Випуск: 2004 | Діаметр: 40 мм                                      | Вага: 34 г                          | Вартість: €44 Ринкова ціна: €999    |  |
| | Естафета Олімпійського вогню — Африка               |                                     |                                     |  |
| Дизайнер: Панайотіс Гравалос і Костас Казакос | Дизайнер: Панайотіс Гравалос і Костас Казакос       | Монетний двір: Монетний двір Греції | Монетний двір: Монетний двір Греції |  |
| Номінал: €10 | Проба: Ag 925 (срібло)                              | Кількість: 68,000                   | Якість: пруф                        |  |
| Випуск: 2004 | Діаметр: 40 мм                                      | Вага: 34 г                          | Вартість: €44 Ринкова ціна: €999    |  |
| | Естафета Олімпійського вогню — Азія                 |                                     |                                     |  |
| Дизайнер: Панайотіс Гравалос і Костас Казакос | Дизайнер: Панайотіс Гравалос і Костас Казакос       | Монетний двір: Монетний двір Греції | Монетний двір: Монетний двір Греції |  |
| Номінал: €10 | Проба: Ag 925 (срібло)                              | Кількість: 68,000                   | Якість: пруф                        |  |
| Випуск: 2004 | Діаметр: 40 мм                                      | Вага: 34 г                          | Вартість: €44 Ринкова ціна: €999    |  |
| | Естафета Олімпійського вогню — Австралія            |                                     |                                     |  |
| Дизайнер: Панайотіс Гравалос і Костас Казакос | Дизайнер: Панайотіс Гравалос і Костас Казакос       | Монетний двір: Монетний двір Греції | Монетний двір: Монетний двір Греції |  |
| Номінал: €10 | Проба: Ag 925 (срібло)                              | Кількість: 68,000                   | Якість: пруф                        |  |
| Випуск: 2004 | Діаметр: 40 мм                                      | Вага: 34 г                          | Вартість: €44 Ринкова ціна: €999    |  |
| Естафета Олімпійського вогню 2004 стала першою по-справжньому всесвітньою за всю історію Олімпійських ігор. Олімпійський вогонь почав свій шлях в Олімпії, його пронесли 3600 факелоносців у 34 містах по всьому світу. 3 червня 2004 вогонь доставлено в Австралію, звідти він вирушив до Азії, Африки та Америки. Того року олімпійський вогонь вперше доставили в Африку і Південну Америку. Після цього вогонь повернувся до Європи і досяг свого призначення в Греції 9 липня 2004 року. Чотири срібні монет зображують естафету Олімпійського вогню з Європи на інших чотирьох континентах. |                                                     |                                     |                                     |  |
| |                                                     |                                     |                                     |  |
| | Естафета Олімпійського вогню — Церемонія повернення |                                     |                                     |  |
| Дизайнер: Панайотіс Гравалос і Костас Казакос | Дизайнер: Панайотіс Гравалос і Костас Казакос       | Монетний двір: Монетний двір Греції | Монетний двір: Монетний двір Греції |  |
| Номінал: €100 | Проба: Au 999 (золото)                              | Кількість: 28,000                   | Якість: пруф                        |  |
| Випуск: 2004 | Діаметр: 40 мм                                      | Вага: 34 г                          | Вартість: €44 Ринкова ціна: €999    |  |
| 2004 року олімпійський вогонь повернувся до Греції 9 липня. У символічній естафеті загалом взяло участь 7700 факелоносців. Естафета була здійснена по всій території материковій Греції та її островів. Через 31 день олімпійський вогонь повернувся в Аттику. 13 серпня 2004 року вона вогонь внесли на Афінський олімпійський стадіон і засвітили центральний вівтар, який залишався запалений впродовж Ігор. |                                                     |                                     |                                     |  |

## 2005 рік
| | Національний парк Олімп         |                                     |                                     |
| Дизайнер: Георгіос Стаматопулос | Дизайнер: Георгіос Стаматопулос | Монетний двір: Монетний двір Греції | Монетний двір: Монетний двір Греції |
| Номінал: €10 | Проба: Ag 925 (срібло)          | Кількість: 25,000                   | Якість: Брілліант анциркулейтед     |
| Випуск: 2005 | Діаметр: 28.25 мм               | Вага:9.75 г                         | Ринкова ціна: €62-€85               |
| Ця монета видана в рамках річного комплекту 2005 року. На її аверсі зображений Державний герб Греції. На верхньому краї міститься напис ΕΛΛΗΝΙΚΗ ΔΗΜΟΚΡΑΤΙΑ (укр. Грецька Республіка). Номінальна вартість монети зазначена вздовж нижнього краю. На реверсі монети зображена сцена титаномахії на горі Олімп, обрамлена внизу квітучими гілками. Над сценою написано грецькою мовою Εθνικό πάρκο Ολύμπου (укр. Національний парк Олімп), а на нижній частині монети, ближче до краю, рік випуску — 2005. |                                 |                                     |                                     |

## 2006 рік
| | Національний парк Олімп — Зевс  |                                     |                                     |  |
| Дизайнер: Георгіос Стаматопулос | Дизайнер: Георгіос Стаматопулос | Монетний двір: Монетний двір Греції | Монетний двір: Монетний двір Греції |  |
| Номінал: €10 | Проба: Ag 925 (срібло)          | Кількість: 5,000                    | Якість: пруф                        |  |
| Випуск: 2006 | Діаметр: 40 мм                  | Вага: 34 г                          | Ринкова ціна: €50-€95               |  |
| У давньогрецькій міфології Зевс був сином Кроноса і Реї, вищим Богом серед 12 олімпійських богів. Вважався божеством неба, грому, його звичайні атрибути — грім, блискавка і орел. Зевс (греки називають його Діас) правив на Олімпі, найвищій горі в Греції, яка також ввжалася домівкою богів. 1981 році ЮНЕСКО оголосила гору Олімп "Міжнародним біосферним заповідником, а 1987 року гора отримала статус національного парку Греції. Зевс став основним мотивом аверсу цієї монети. На реверсі монети зображений Державний герб Греції серед тюльпанів. На верхньому краї міститься напис ΕΛΛΗΝΙΚΗ ΔΗΜΟΚΡΑΤΙΑ (укр. Грецька Республіка). Номінальна вартість монети відображається вздовж нижнього краю. |                                 |                                     |                                     |  |
| |                                 |                                     |                                     |  |
| | Національний парк Олімп — Діон  |                                     |                                     |  |
| Дизайнер: Георгіос Стаматопулос | Дизайнер: Георгіос Стаматопулос | Монетний двір: Монетний двір Греції | Монетний двір: Монетний двір Греції |  |
| Номінал: €10 | Проба: Ag 925 (срібло)          | Кількість: 5,000                    | Якість: пруф                        |  |
| Випуск: 2006 | Діаметр: 40 мм                  | Вага: 34 г                          | Ринкова ціна: €50-€98               |  |
| Олімп — найвища гора в Греції, висота гірського пасма варіює від 600 м (поряд із Літохоро, Пієрія) до 2917 метрів (найвищий пік Пантеон, чи Мітікас). 1981 року ЮНЕСКО оголосила гору Олімп "Міжнародним біосферним заповідником, а 1987 року гора отримала статус національного парку Греції. Діон — невелике селище та муніципалітет, розташоване селі біля підніжжя гори Олімп, відоме своїм музеєм і зоною археологічних розкопок. Стародавній Діон славився культом Зевса, отримав свою назву власне на честь Зевса (від Діас). Цар Архелай І заснував тут на честь Зевса і муз щорічні ігри, за зразком олімпійських. Діон став основним мотивом аверсу монети. На реверсі монети зображений Державний герб Греції серед тюльпанів. На верхньому краї міститься напис ΕΛΛΗΝΙΚΗ ΔΗΜΟΚΡΑΤΙΑ (укр. Грецька Республіка). Номінальна вартість монети відображається вздовж нижнього краю. |                                 |                                     |                                     |  |
| |                                 |                                     |                                     |  |
| | Патри                           |                                     |                                     |  |
| Дизайнер: Георгіос Стаматопулос | Дизайнер: Георгіос Стаматопулос | Монетний двір: Монетний двір Греції | Монетний двір: Монетний двір Греції |  |
| Номінал: €10 | Проба: Ag 925 (срібло)          | Кількість: 20,000                   | Якість: пруф                        |  |
| Випуск: 2006 | Діаметр: 28.25 мм               | Вага: 9.75 г                        | Ринкова ціна: €60                   |  |
| 2006 року місто Патри, столиця Ахеї, славної своєю історією, здобула статус Культурної столиці Європи. Монета випущена на згадку про цю подію, яка сигналізує новий курс розвитку Патри і слугує нагадуванням того, що культура може стимулювати економіку і сприяти розвитку міста в цілому. На аверсі монети зображений логотипи Патр як Культурної столиці Європи 2006 року. На реверсі монети зображений міська фортеця Патр і Державний герб Греції, на верхньому краї міститься напис ΕΛΛΗΝΙΚΗ ΔΗΜΟΚΡΑΤΙΑ (укр. Грецька Республіка). Номінальна вартість монети відображається вздовж нижнього краю. |                                 |                                     |                                     |  |

## 2007 рік
| | 30-та річниця смерті Марії Каллас               |                                     |                                     |  |
| Дизайнер: Георгіос Стаматопулос | Дизайнер: Георгіос Стаматопулос                 | Монетний двір: Монетний двір Греції | Монетний двір: Монетний двір Греції |  |
| Номінал: €10 | Проба: Ag 925 (срібло)                          | Кількість: 25,000                   | Якість: пруф                        |  |
| Випуск: 2007 | Діаметр: 28.25 мм                               | Вага:9.75 г                         | Ринкова ціна: €40                   |  |
| Марія Каллас (1923—1977) — народжена в США грецька оперна співачка, сопрано, була видатною примадонною. Вона відродила забуті опери 19-го століття з репертуару бельканто. Каллас була революційною співачкою, володіла унікальним вокалом та драматичним даром. Портрет Марії Каллас слугує основним мотивом аверсу монети. На реверсі монети зображений Державний герб Греції із написом ΕΛΛΗΝΙΚΗ ΔΗΜΟΚΡΑΤΙΑ (укр. Грецька Республіка). Під гербом розміщено автограф Марії Каллас та зазначено номінал монети. |                                                 |                                     |                                     |  |
| |                                                 |                                     |                                     |  |
| | 50-та річниця смерті Нікоса Казандзакіса        |                                     |                                     |  |
| Дизайнер: Георгіос Стаматопулос | Дизайнер: Георгіос Стаматопулос                 | Монетний двір: Монетний двір Греції | Монетний двір: Монетний двір Греції |  |
| Номінал: €10 | Проба: Ag 925 (срібло)                          | Кількість: 25,000                   | Якість: пруф                        |  |
| Випуск: 2007 | Діаметр: 28.25 мм                               | Вага:9.75 г                         | Ринкова ціна: €32.50                |  |
| Нікос Казандзакіс (1885—1957) — видатний грецький письменник та переклакдач 20 століття, найбільш відомий за своїм романом Грек Зорба. Він народився в Іракліоні на острові Крит, отримав освіту в Афінському національному університеті імені Каподистрії, здобув диплом юриста. Після цього вирушив до Франції, де вивчав філософію у Анрі Бергсона, лауреата Нобелівської премії з літератури за 1927 рік. Нікосу Казандзакісу присвячений аверс монети. На реверсі монети зображений Державний герб Греції із написом ΕΛΛΗΝΙΚΗ ΔΗΜΟΚΡΑΤΙΑ (укр. Грецька Республіка). Під гербом розміщено автограф Нікоса Казандзакіса та зазначено номінал монети.                                                            |                                                 |                                     |                                     |  |
| |                                                 |                                     |                                     |  |
| | національний парк гори Пінд — Birds and Flowers |                                     |                                     |  |
| Дизайнер: Георгіос Стаматопулос | Дизайнер: Георгіос Стаматопулос                 | Монетний двір: Монетний двір Греції | Монетний двір: Монетний двір Греції |  |
| Номінал: €10 | Проба: Ag 925 (срібло)                          | Кількість: 25,000                   | Якість: пруф                        |  |
| Випуск: 2007 | Діаметр: 40 мм                                  | Вага: 34 г                          | Ринкова ціна: €55-€69               |  |
| Через національний парк гора Пінд протікає річка Аркудорема, в долині якої ростуть десятки ендемічних дерев, трав і квітів. Геологія і флора парку залишились незмінними з останнього льодовикового періоду, в тому числі озера-близнюки Флега в центрі парку. Для відвідувачів доступні тільки туристичні маршрути — стежки, які проходять уздовж спокійної ріки й озера до їх впадіння в річку Аоос. Цей парк обраний основним мотивом аверсу монети. На реверсі монети на тлі кремезного, розлогого дерева зображено Державний герб Греції із написом ΕΛΛΗΝΙΚΗ ΔΗΜΟΚΡΑΤΙΑ (укр. Грецька Республіка). Під гербом зазначено номінал монети та рік її випуску.                                                     |                                                 |                                     |                                     |  |
| |                                                 |                                     |                                     |  |
| | національний парк гори Пінд — Чорні сосни       |                                     |                                     |  |
| Дизайнер: Георгіос Стаматопулос | Дизайнер: Георгіос Стаматопулос                 | Монетний двір: Монетний двір Греції | Монетний двір: Монетний двір Греції |  |
| Номінал: €10 | Проба: Ag 925 (срібло)                          | Кількість: 25,000                   | Якість: пруф                        |  |
| Випуск: 2007 | Діаметр: 40 мм                                  | Вага: 34 г                          | Ринкова ціна: €55-€64               |  |
| Долина річки Аркудорема носить назву Валіа Кальда, що в перекладі означає Тепла долина, тут температура звичайно на 10-15 градусів вища, аніж на сусідніх територіях. Вона простягається на 28 000 м², вздовж гірського пасма Пінд, на відстані близько 25 км на північ від міста Мецово. Також долина межує із містами Яніна та Гревена. Офіційний статус території — Національний парк Північного Пінду. Парк став основним мотивом аверсу монети, на якому зображені чорні сосни, найпоширеніші в парку. На реверсі монети на тлі кремезного, розлогого дерева зображено Державний герб Греції із написом ΕΛΛΗΝΙΚΗ ΔΗΜΟΚΡΑΤΙΑ (укр. Грецька Республіка). Під гербом зазначено номінал монети та рік її випуску. |                                                 |                                     |                                     |  |

## 2008 рік
| | Новий музей Акрополя            |                                     |                                     |
| Дизайнер: Георгіос Стаматопулос | Дизайнер: Георгіос Стаматопулос | Монетний двір: Монетний двір Греції | Монетний двір: Монетний двір Греції |
| Номінал: €10 | Проба: Ag 925 (срібло)          | Кількість: 10,000                   | Якість: Брілліант анциркулейтед     |
| Випуск: 2008 | Діаметр: 28.25 мм               | Вага:9.75 г                         | Вартість: €35 Ринкова ціна: —       |
| Новий музей Акрополя — археологічний музей в Афінах, розташований біля підніжжя Акрополя. Він вважається одним з найбільших археологічних музеїв у Греції і входить до числа найважливіших музеїв світу. Через обмежені розміри старого музею грецький уряд вирішив наприкінці 1980 року побудувати новий музей. Старий музей продовжував діяти до 2007 року, після чого усі артефакти почали готувати до переїзду в нову будівлю. Урочисте відкриття музею відбулося у червні 2009 року. Ця монета випущена з нагоди відкриття музею. На її аверсі розміщений панорамний вид на Акрополь, чітко розрізняються будівлі Парфенона, Ерехтейона, Пропілей, Театра Діоніса та в нижній частині — власне Музею. На реверсі монети змальовані скульптури однієї з метоп Парфенона, вгорі зображені Державний герб Греції, напис ΕΛΛΗΝΙΚΗ ΔΗΜΟΚΡΑΤΙΑ (укр. Грецька Республіка) і номінальна вартість монети € 10. |                                 |                                     |                                     |